# Озерский (Верхнедонской район)
Озерский — хутор в Верхнедонском районе Ростовской области.
Входит в состав Тубянского сельского поселения.

## Население
| 1989 | 2002 | 2010 |
| ---- | ---- | ---- |
| 371  | ↘357 | ↘354 |

## Улицы
- ул. Верхняя,
- ул. Нижняя,
- ул. Центральная.